# Black Mirror (série télévisée)
Pour les articles homonymes, voir Black Mirror.
Pour le film interactif dérivé de la série, voir Black Mirror: Bandersnatch.
Black Mirror ([blak ˈmɪɹə] litt. « Miroir noir ») est une série d'anthologie télévisée britannique, créée par Charlie Brooker. D'abord diffusée sur Channel 4 de 2011 à 2014, elle a connu un succès international et est depuis 2016 (troisième saison) produite par Netflix.
Les épisodes sont liés par le thème commun de la mise en œuvre d'une technologie dystopique. Le titre Black Mirror fait référence aux écrans omniprésents qui nous renvoient notre reflet. Sous un angle noir et souvent satirique, la série envisage un futur proche, voire immédiat. Elle interroge les conséquences inattendues que pourraient avoir les nouvelles technologies, et comment ces dernières influent sur la nature humaine de ses utilisateurs et inversement . La plupart des épisodes sont écrits par Charlie Brooker avec la participation de la productrice exécutive Annabel Jones.
La série reçoit un très bon accueil critique. Elle est saluée pour l'originalité de sa représentation de notre avenir.

## Synopsis
Black Mirror n'a pas de réel synopsis en globalité. Selon Charlie Brooker, chaque épisode a une distribution des rôles, un décor et une réalité différents (bien que la série y cache souvent intrinsèquement quelques références discrètes à ses propres épisodes, tels que des acteurs ou des objets notables d'autres épisodes), mais ils « traitent de la façon dont nous vivons maintenant et de la façon dont nous pourrions vivre dans dix minutes si nous commettions une erreur ».

## Production
Charlie Brooker est un journaliste qui travaille pour The Guardian. Il y publie des chroniques sur la télévision et ses émissions ; son travail est reconnu pour son intelligence et son irrévérence très ironique. Après avoir créé la courte série Dead Set, qui met en scène une invasion de zombies sur le plateau de l'émission de télé-réalité Big Brother, il écrit et crée Black Mirror en 2011. Il est également l'un des quatre directeurs de la société de production Zeppotron (en), une filiale d'Endemol justement à l'origine d'émissions comme Big Brother ou Loft Story.
Le titre de la série fait référence à la technologie que nous consommons comme une drogue : « Si c'est une drogue, alors quels en sont les effets secondaires ? C'est dans cette zone entre joie et embarras que Black Mirror se situe. Le « miroir noir » du titre est celui que vous voyez sur chaque mur, sur chaque bureau et dans chaque main, un écran froid et brillant d'une télévision ou d'un smartphone,. »
La production avait d'abord envisagé un thème ou un présentateur commun à tous les épisodes mais l'idée a été abandonnée. « Nous en avons discuté. Est-ce qu'on met en scène la série dans une seule et même rue ? Est-ce que certains personnages apparaissent dans tous les épisodes, un peu comme dans le style de Trois couleurs ? On a pensé à un personnage qui introduirait tous les épisodes, genre Les Contes de la crypte ou comme Rod Serling (La Quatrième Dimension), Alfred Hitchcock ou Roald Dahl, parce que beaucoup de séries d'anthologie font ça… Mais plus nous y pensions, plus cela nous semblait un peu bizarre,. »

## Épisodes

### Première saison (2011)
1. L'Hymne national (The National Anthem)
2. Quinze Millions de mérites (15 Million Merits)
3. Retour sur image (The Entire History of You)

### Deuxième saison (2013)
1. Bientôt de retour (Be Right Back)
2. La Chasse (White Bear)
3. Le Show de Waldo (The Waldo Moment)
4. Épisode spécial : Blanc comme neige (Special Episode: White Christmas)

### Troisième saison (2016)
En septembre 2015, Netflix a annoncé reprendre la production de la série pour une troisième saison de douze épisodes, prévue pour fin 2016. En juillet 2016, Netflix annonce que la saison 3 de Black Mirror se composera finalement de six épisodes diffusés à partir du 21 octobre 2016.
1. Chute libre (Nosedive)
2. Phase d'essai (Playtest)
3. Tais-toi et danse (Shut Up and Dance)
4. San Junipero (San Junipero)
5. Tuer sans état d'âme (Men Against Fire)
6. Haine virtuelle (Hated in the Nation)

### Quatrième saison (2017)
La quatrième saison est diffusée depuis le vendredi 29 décembre 2017 sur Netflix.
1. USS Callister (USS Callister)
2. Archange (Arkangel)
3. Crocodile (Crocodile)
4. Pendez le DJ (Hang the DJ)
5. Tête de Métal (Metalhead)
6. Black Museum (Black Museum)

### Film (2018)
Black Mirror: Bandersnatch, sorti en décembre 2018 sur Netflix, est un film interactif écrit par Charlie Brooker et réalisé par David Slade.

### Cinquième saison (2019)
La cinquième saison est diffusée depuis le 5 juin 2019 sur Netflix.
1. Striking Vipers (Striking Vipers)
2. Smithereens (Smithereens)
3. Rachel, Jack et Ashley Too (Rachel, Jack and Ashley Too)

### Sixième saison (2023)
La sixième saison est diffusée depuis le 15 juin 2023 sur Netflix,. La saison comporte cinq épisodes.
1. Joan est horrible (Joan Is Awful)
2. Loch Henry (Loch Henry)
3. Mon cœur pour la vie (Beyond the Sea)
4. Mazey Day (Mazey Day)
5. Démon 79 (Demon 79)

### Septième saison (2025)
La septième saison est diffusée depuis le 10 avril 2025 sur Netflix. La saison comporte six épisodes, dont une suite de l'épisode de la saison 4 USS Callister et un épisode dans le même univers que le film interactif Black Mirror: Bandersnatch sorti en 2018.
1. Des gens ordinaires (Common People)
2. Bête noire (Bête noire) qui existe en deux versions[20]
3. Hôtel Rêverie (Hotel Reverie)
4. De simples jouets (Plaything)[21]
5. Eulogie (Common Eulogy)
6. USS Callister : Au cœur d'Infinity (USS Callister: Into Infinity)

## Diffusion
La série a été diffusée entre le 4 décembre 2011 et le 16 décembre 2011 sur Channel 4 et à partir du 22 avril 2013 sur Super Channel au Canada. Netflix reprend la production de la série pour une troisième saison de six épisodes (douze à l'origine) en septembre 2015, qui est diffusée à partir d'octobre 2016, puis une quatrième saison diffusée en décembre 2017.
En France, la série est diffusée depuis le 1er mai 2014 sur France 4. Elle reste inédite dans les autres pays francophones, si ce n'est sa diffusion sur Netflix. Le 3 juillet 2023, trois épisodes de la troisième saison et trois autres de la quatrième sont diffusés sur France 2.

## Accueil
| Saison | Saison | Notes des critiques  | Notes des critiques   |
| Saison | Saison | Rotten Tomatoes      | Metacritic            |
| ------ | ------ | -------------------- | --------------------- |
|        | 1      | 100 % (12 critiques) | 89/100 (4 critiques)  |
|        | 2      | 100 % (8 critiques)  | NC                    |
|        | 3      | 93 % (55 critiques)  | 82/100 (23 critiques) |
|        | 4      | 94 % (83 critiques)  | 72/100 (24 critiques) |
|        | 5      | 68 % (38 critiques)  | 65/100 (12 critiques) |
|        | 6      | 77 % (108 critiques) | 68/100 (12 critiques) |
|        | 7      | 85 % (103 critiques) | 74/100 (21 critiques) |

Black Mirror a reçu une majorité de critiques positives, saluant l'originalité de l'histoire, et les retournements de situations choquants rappelant La Quatrième Dimension (The Twilight Zone),. The Daily Telegraph écrit à propos du premier épisode que « The National Anthem est une étude choquante, gonflée et sombre des médias modernes. [...] C'est une idée follement géniale. La satire est si audacieuse qu'elle m'a laissé bouche-bée et grinçant. Un peu comme ce pauvre cochon, ».
La série a reçu un très bon accueil en Chine, devenant la série la plus commentée du pays en 2012. Elle obtient un score de 9,3 sur 10 sur Douban, soit plus que la plupart des séries américaines populaires,. The Beijing News écrit que la série est une « apocalypse du monde moderne, désespérante mais profonde ». 
En France, elle a aussi été remarquée, des commentateurs résumant dans Le Monde le premier épisode au concept de l'acrasie, un mélange de répulsion et de voyeurisme, valable pour l'ensemble de la série,,. L'Express ajoute que la série sait appuyer là où ça fait mal et Libération de conclure que « Black Mirror n'est certes pas une œuvre sans défaut, mais c'est assurément une œuvre qui bouscule, questionne, perturbe et invite à la réflexion. On n'en demande pas tant à bien des productions qui tiennent le haut de l'affiche ».

## Distinctions

### Récompenses
- International Emmy Awards 2012 : meilleure mini-série
- Festival de la Rose d'or 2012 : meilleure série
- Peabody Awards[43]

### Nominations
- British Academy Television Awards 2012 : meilleurs décors (15 Million Merits)
- British Academy Television Awards 2014 : meilleur téléfilm dramatique (Be Right Back)

### Sources vidéo et audio
- Monsieur Phi, « Black Mirror, la série qui ne voulait pas qu'on la regarde » [vidéo], sur YouTube, 1er mars 2018.
- François Saltiel, « série Black Mirror : quand la dystopie se regarde en famille » [audio], émission Le Meilleur des mondes (58 min), France Culture, 23 juin 2023.